# ليريوبي (حورية)

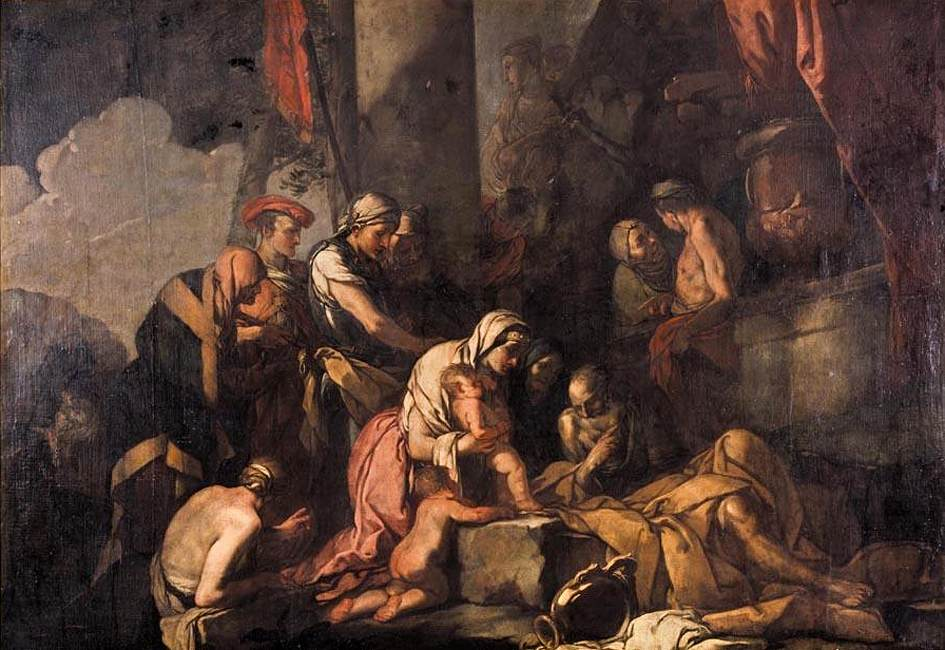
كاربيوني، جوليو - ليريوبي تحضر نركسوس أمام تيريسياس - ستينيات القرن السادس عشر.

ليريوبي (بالإنجليزية: Liriope)‏ في الأساطير اليونانية هي حورية نهرية أو عروس النهر في بويوتيا. والتي كانت على الأرجح ابنة أحد آلهة نهر في بويوتيا أو فوكيا. ليريوبي كانت محبوبة إله النهر  كيفيسوس، الذي كان هو نفسه ابن أوقيانوس وتيثيس، وولدت له ابنا هو نركسوس.